# Мишкинское сельское поселение (Ростовская область)
Мишкинское сельское поселение — муниципальное образование в Аксайском районе Ростовской области. 
Административный центр поселения — станица Мишкинская.

## География
Сельское поселение территориально располагается по обеим сторонам автотрассы «Аксай—Новочеркасск». С запада земли поселения граничат с Большелогским, с юга – со Старочеркасским, а с севера и востока — с Грушевским сельскими поселениями и городом Новочеркасском. Общая площадь земель составляет 138 км² (или 13,8 тыс. га).

## История
В исторических документах Мишкинский хутор впервые упоминается в приказе войскового атамана Данилы Ефремова в 1747 году. По легенде на территории хутора Мишкин разбойничал удалой разбойник Мишка, захвативший со своими дружками лесной массив, вблизи которого проходили оживленные дороги, безжалостно грабившем проезжавших купцов. Неоднократно пытались поймать разбойника, окружали, но каждый раз он как сквозь землю проваливался, присмирел лишь тогда, когда набил свой сундук золотом и серебром. После себя оставил искушение — найти спрятанный, якобы, разбойниками клад.
В 1871 году медных и красильных дел мастер казак Антон Топилин сообщил в императорское русское археологическое общество: «24 года тому назад достался мне случайно от бывшего ключника войскового атамана Ефремова Войска Донского план и описание внутреннего подземного памятника, сокрытого в 1716 году до ныне в юрте города Новочеркасска при прибережье реки Аксай на балке Мишкинской. По плану понять было трудно. Начал приобретать сведения о существовании разбойников. Они были преследуемы по указу Петра I и оставили сей памятник. Три товарища: Иван Безперстов, Мишка Полозов и при них Савка неизвестного прозвания со своими шайками. Где и положена казна двух ханов восточных, казна турецкая и Российская и священная утварь Святогорского монастыря…»
Нашел ли клад казак Топилин, остается тайной. А краеведы Мишкинской школы в 1974 году в сундуке пенсионерки нашли «клад» бумажных денег местного значения, изготовленных в первые годы советской власти коммуной «Пролетарская солидарность», располагавшейся в хуторе Александровка.

## Административное устройство
В состав Мишкинского сельского поселения входят:
- станица Мишкинская,
- хутор Александровка,
- хутор Киров,
- хутор Малый Мишкин,
- посёлок Опытный.

## Население
| 2010  | 2012  | 2013  | 2014  | 2015  | 2016  | 2017  |
| ----- | ----- | ----- | ----- | ----- | ----- | ----- |
| 5462  | ↘5411 | ↘5393 | ↘5387 | ↗5456 | ↗5485 | ↗5528 |
| 2018  | 2019  | 2020  | 2021  |       |       |       |
| ↗5538 | ↗5582 | ↗5606 | ↗5612 |       |       |       |